# كلالة إسلامي
كلالة إسلامي هي قرية في مقاطعة خدا أفرين، إيران. عدد سكان هذه القرية هو 243 في سنة 2006.